# Marie-Emmanuelle Bayon
Marie-Emmanuelle Bayon, dite Madame Louis, est une compositrice, pianiste et salonnière française, née à Marcei (généralité d'Alençon) le 6 juin 1745 et morte à Aubevoye (Eure) le 29 mars 1825.

## Biographie
Ses œuvres principales sont une série de six sonates pour piano et la partition de Fleur d’épine, un opéra-comique en deux actes sur un livret de l'abbé de Voisenon, donnée le 22 août 1776 à l'Hôtel de Bourgogne.
Elle est proche amie de la fille de Denis Diderot, Marie-Angélique Vandeul.
Quant à la comtesse de Genlis, avec laquelle Marie Bayon fit connaissance à l'hiver 1767, elle laisse un témoignage dans ses mémoires tel que celui-ci : « Mademoiselle Baillon est une charmante jeune personne, jolie, douce, modeste, sage, spirituelle, jouant du piano de la première force, composant à merveille, et avec une étonnante facilité ».
Cette même année, le biographe de son mari témoigne d'un portrait qu'a fait d'elle l'artiste bordelais Jean-Baptiste-Claude Robin (1734-1818).
Le biographe Marionneau peut encore rapporter « que c'est [cette artiste] qui a mis à la mode le forte-piano, instrument qui a […] la plus grande vogue. C'est bien à cette date que les frères Érard commencent, pour la France, leur entreprise de facture de pianos de cette espèce ».
On sait peu de choses de cette artiste complète, hormis ce qu'a pu rassembler le biographe de son mari, Charles Marionneau. C'est ainsi que l'on connaît ses relations de voisinage albaviennes avec Jean-François Marmontel. Pareillement, Beaumarchais et Louis étant amis, le premier a pu terminer l'une de ses lettres au second par les mots suivants : « Je salue madame Louis de tout mon cœur, c'est-à-dire comme je l'aime, et le tout sans vous offenser. Recevez les assurances de mon tendre attachement, et je le signe du meilleur de mon cœur ».

## Vie maritale
Le 20 juin 1770, Marie-Emmanuelle Bayon épouse Victor Louis (1731-1800), architecte. 
Un enfant naît de cette union en 1774 : Hélène-Marie-Victoire Louis († 21 janvier 1848 à Cahaignes), cette dernière se mariant le 13 avril 1791 à Charles, Marie, Nicolas, Aimé Éthis de Corny (°17/08/1763 Besançon - † 06/08/1829 Aubevoye), maire d'Aubevoye (Eure).
Le contrat de mariage initial entre les époux a donné lieu à un acte sous seing privé enregistré et légalement publié au terme duquel la veuve de Victor Louis renonce à la communauté de biens entre elle et feu son mari (outre le fait que ses fille et belle-fille renoncent à l'héritage de leur père et beau-père).
Elle suit son mari en exil en 1789 pendant une courte durée. En effet, outre le fait que son mari est mort à Paris à l'été 1800 entouré d'elle-même et de leur fille, on a la trace d'un spectacle donné à l'Opéra comique en 1801 (Almanach des Spectacles, cité par le biographe Marionneau).